# Parafia św. Serafina z Sarowa i Opieki Matki Bożej w Paryżu
Parafia św. Serafina z Sarowa i Opieki Matki Bożej – parafia prawosławna w XV okręgu paryskim, w dekanacie paryskim południowo-zachodnim Arcybiskupstwa Zachodnioeuropejskich Parafii Tradycji Rosyjskiej Patriarchatu Moskiewskiego.
Parafia istnieje od 1933. Inicjatorami jej powołania do życia byli rosyjscy kombatanci, zrzeszeni w Związku Kombatantów Bitwy pod Gallipoli. W 1931 wystąpili oni o błogosławieństwo i pomoc przy jej organizacji do metropolity Zachodnioeuropejskiego Egzarchatu Parafii Rosyjskich Eulogiusza, jednak zgromadzone środki nie pozwoliły na budowę wolnostojącej cerkwi. Ostatecznie organizację parafii zakończył ks. Dymitr Troicki, zaś jej siedzibą stał się przekazany za darmo drewniany barak w podwórzu domu studenckiego Komitetu Pomocy Rosyjskim Studentom.
Od początku swojego istnienia parafia podlegała Patriarchatowi Konstantynopola; w 2019 r. zmieniła jurysdykcję – weszła w skład Arcybiskupstwa Zachodnioeuropejskich Parafii Tradycji Rosyjskiej Patriarchatu Moskiewskiego. Pierwotnie skupiająca niemal wyłącznie Rosjan, obecnie grupuje również osoby innych narodowości.
Językiem liturgicznym pozostaje cerkiewnosłowiański, używany jest też francuski. Nabożeństwa są celebrowane według kalendarza juliańskiego.
Proboszczem jest ks. Nikolas Cernokrak.

## Grupy parafialne
- Spotkania Prawosławne